# Renault AGC, AGK, AGP et AGT
La série Renault AGx est une gamme de camions moyens/légers produite par le constructeur français Renault entre 1936 et 1941. 

## Contexte
Jusqu'en 1935, l'armée française n'a quasiment pas renouvelé son matériel, usant jusqu'à leur dernier souffle les camions datant de la Première Guerre mondiale. En investissant au goutte à goutte dans de nouveaux véhicules, l'armée a multiplié les petites commandes auprès de nombreux constructeurs, aboutissant à une très grande diversité de modèles et de marques, avec les difficultés de maintenance qui en résultent, surtout après la disparition de nombreuses entreprises. À partir de 1935, l'armée décide de réduire leur nombre et Renault devient le référent avec, en moyenne, la moitié des commandes de camions légers et moyens passées par l'armée entre 1935 et 1939, Peugeot ayant abandonné le secteur des véhicules moyens et lourds et Citroën étant en chute libre après le décès d'André Citroën. Il ne restait plus que Berliet, Panhard et quelques très petits constructeurs pour faire face aux appels d'offres de l'armée.
Avec la déclaration de guerre avec l'Allemagne en 1939, il fallut passer à une production de masse, chaque constructeur étant alors spécialisé dans un type de matériel. Les commandes de petits camions bâchés de 1,5 t de charge utile sont réparties entre Citroën et Peugeot, tandis que les camions plus lourds sont attribués à Renault, Berliet et Panhard. Malgré sa réputation de classicisme et de manque d'imagination, Renault va devoir innover dans ce domaine.
En 1934, Renault présente l'ABF, un camion de 5 tonnes de charge utile à demi-cabine avancée. La cabine avancée est une nouveauté en France, où les cabines à capot resteront produites jusque dans les années 1990. Elle présente d'incontestables avantages : meilleure visibilité, diminution de l'encombrement global du véhicule et de son rayon de braquage. Citroën et Berliet sont restés très rétifs à cette solution pourtant adoptée par tous les grands constructeurs étrangers. Les autorités militaires ne l'acceptent qu'après 1938-40, avec les Renault AGR et AGK.
La gamme Renault AG comprend à la fois des camions conventionnels à capot AGC & AGT et à cabine avancée AGK, AGP, AGR, AGOD & AGLD.

## Renault AGC
Le Renault AGC est un camion léger produit par le constructeur français Renault à Boulogne-Billancourt. C'est l'évolution naturelle du Renault ADK et, comme lui, sa charge utile était de 1,5 tonne.
Fabriqué à partir de 1936, il est pratiquement identique à l'ADK, à l'exception du pare-chocs avant, incurvé devant la calandre sur l'ADK, plus fin et droit sur l'AGC.
Environ 3 100 exemplaires de ce véhicule ont été produits comme ambulances. La production totale est inconnue. Une variante AGC-3 a été fabriquée pendant la guerre pour la Wehrmacht. Le pare-chocs et les ailes avant inaugurent le style du futur Renault AHS.
La version militaire comportait un empattement de 3,76 m, une longueur comprise entre 5,68 m (version longue) et 5,00 m et une largeur de 1,95 m. Le moteur est un quatre cylindres en ligne de 2,4 l développant une puissance maximale de 44 ch (32 kW) à 2 800 tr/min. La boîte de vitesses est manuelle à 4 rapports. L'AGC a également été produit en version fourgon et autobus de 12 à 14 places.

## Renault AGK / AGKH1
En 1940, les anciens modèles lourds d'avant guerre sont remis au goût du jour avec l'adjonction d'un gazogène. Les modèles AGK refont ainsi leur apparition dotés de phares occultés pour éviter d'être repérés par les avions. Doté du moteur 4 cylindres Renault type 441 développant 85 ch, ce camion a une charge utile de 6 t. 
En 1945, Renault présente le prototype d'un nouveau camion, le 208E1 de 7 t de charge utile, avec cabine avancée, mais avec un pare-brise en deux parties au lieu de quatre, extrapolée de l'AGK.

## Renault AGP

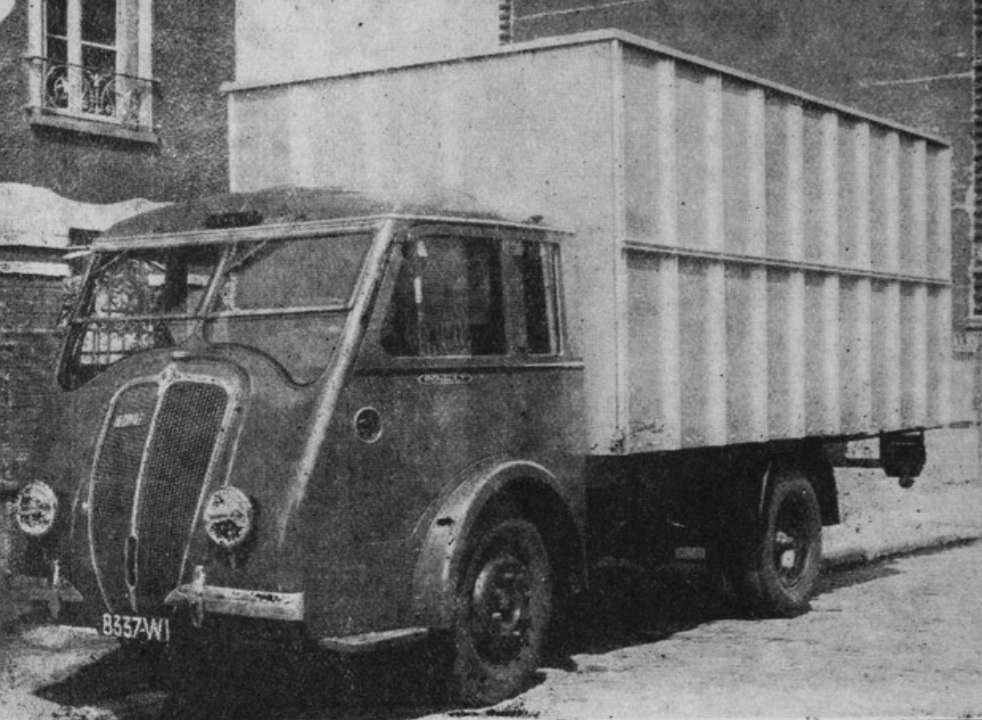
Camion Renault AGP cabine avancée

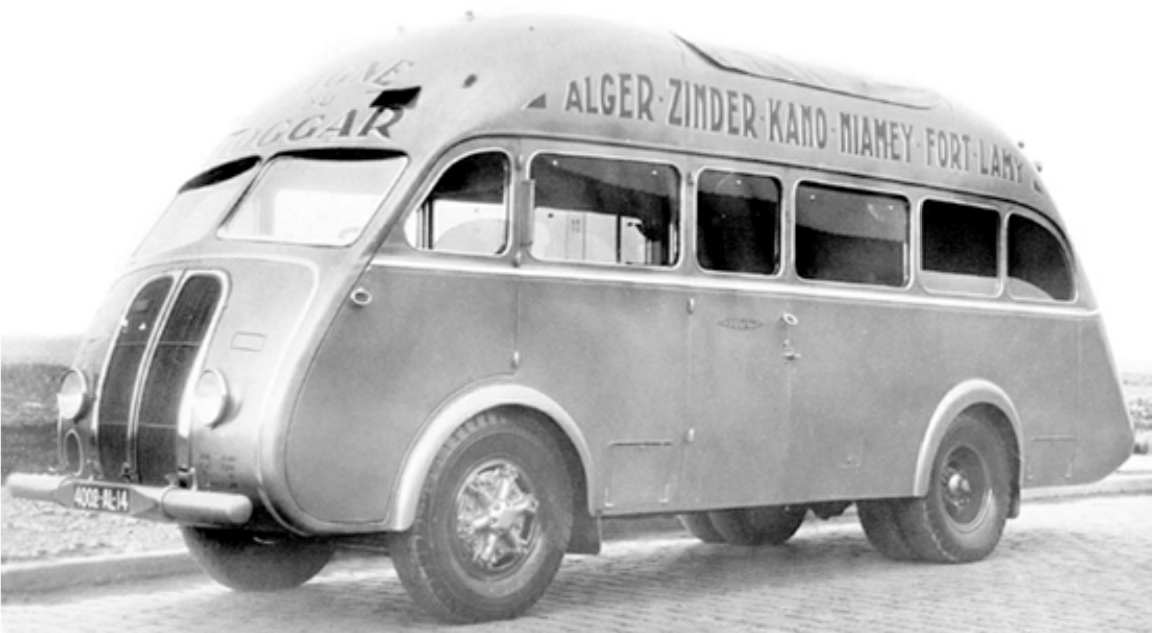
Autocar sur châssis AGP de la société de transport transsaharienne SATT

Le Renault AGP est un camion léger à cabine avancée dont la charge utile est comprise entre 2,5 et 3 t,. Il était disponible avec deux empattements de 2,55 et 3,08 m et une largeur de 2,35 m. Deux moteurs étaient proposés développant 65 ch à 2 200 tr/min  : une unité essence quatre cylindres en ligne de 4,0 l, et un diesel quatre cylindres en ligne de 4,7 l. 
Les Renault AGP utilisant le moteur diesel étaient référencés sous le code AGPD. La puissance maximale des deux moteurs était de 65 ch (48 kW). Le camion disposait d'une boîte de vitesses manuelle à 4 rapports.
Le Renault AGP militaire n'a connu qu'une diffusion très limitée. Quelques unités du Renault AGPD ont été commandées par l'armée chinoise.

## Renault AGR
Le camion à cabine avancée Renault AGR est un camion moyen / léger produit entre 1937 et 1941. Sa charge utile est de 3,5 t.
Le Renault AGR peut être considéré comme le petit frère du Renault AGK, dont la charge utile est de 5 t. De face, ils se différencient principalement par la position de la traverse horizontale, au milieu du pare-brise sur l'AGK et plus basse sur l’AGR.
Ce camion a été conçu par Renault à la demande de l'armée française, au milieu des années 1930, afin de pouvoir disposer d'un véhicule ayant une charge utile de 3,5 t et des caractéristiques techniques répondant au cahier des charges militaire. Le véhicule, qui répond aux attentes, est commandé à plusieurs milliers d'exemplaires par l'armée française peu avant le début de la Seconde Guerre mondiale, le 3 septembre 1939. Si le Renault AGR a été apprécié par l'armée française, c'est le Citroën U23 qui a remporté le principal marché de fourniture de l'époque, en 13 000 exemplaires, face à l'AGR.
Environ 3 500 exemplaires de ce véhicule ont été produits pour l'armée du régime de Vichy et la Wehrmacht.
Il a été fabriqué en version civile et militaire, avec un empattement de 3,25 m, commun au deux versions, une longueur de 6,45 m et une largeur de 2,31 m. Le moteur est un quatre cylindres en ligne Renault de 4 l développant une puissance de 62 ch (46 kW) à 2200 tr/min. Le camion dispose d'une version gazogène. La boîte de vitesses est manuelle à 4 rapports.
Le bureau d'études Renault va très vite développer un nouveau véhicule à usage militaire plus simple à produire et bon marché, afin de remplacer au plus vite l'AGR. Le premier prototype est présenté en février 1940 sous l'appellation AHN. Le véhicule est de conception très simple : une cabine avancée avec une face avant plate inclinée sans capot, disposant d'une charge utile de quatre tonnes. Le Renault AHN s’inspire fortement de l’AHR présenté en fin d’année 1939.

## Renault AGS
Le Renault AGS est une version commerciale et militaire de la Renault Primaquatre KZ6, avec une charge utile de 400 kg. Cette fourgonnette a surtout été utilisée comme ambulance par l'armée.

## Renault AGT
Le Renault AGT est un camion léger à cabine classique à capot d'une charge utile de 2,5 t, produit entre 1937 et 1940. Il remplace la version longue du Renault ADH. Dans sa version militaire, il était livré avec un empattement de 4,11 m commun à toutes les versions, une longueur de 6,35 m et une largeur de 2,10 m. Le moteur était un six cylindres en ligne essence Renault de 4 l développant une puissance de 66 ch (49 kW) à 2 800 tr/min, avec une boîte de vitesses manuelle à 4 rapports.

### Source
- Atlas des camions français, éditions Atlas, 2007.  (ISBN 978-2-7234-5924-2)